# Bloody Code
Il Bloody Code è un termine che indica un insieme di leggi e punizioni attive in Inghilterra dal ~1400 al ~1850. Anche se Bloody Code non è un termine coniato in quel periodo, fu dato più tardi a causa del gran numero di crimini punibili con la morte.

## Pena Capitale
Negli anni successivi al 1660, il numero dei reati passibili della pena di morte è passato da circa 50 a 160 nel 1750 a 222 nel 1815. I crimini punibili con l'esecuzione in quell'epoca comprendevano anche il furto di cose al di sopra di un certo valore.
Anche se tali leggi erano state fatte per spaventare i potenziali criminali, era necessario diminuire le pene e la deportazione divenne la punizione più comune. Dopo che le Colonie Americane ottennero l'indipendenza, la maggioranza dei criminali venne deportata in Australia. Si è stimato che circa un terzo di tutti i criminali condannati tra il 1788 e il 1867 furono trasportati in Australia e nella Terra di Van Diemen (ora Tasmania). Alcuni detenuti potevano evitare la deportazione se decidevano di commutare la pena nel servizio militare.
(William Blackstone)

## La legge si alleggerisce
Nel 1823 venne promulgata una legge che rese la pena di morte a discrezione del caso, tranne che per i reati di omicidio e di tradimento. Gradualmente durante la metà del diciannovesimo secolo il numero di reati con pena capitale si ridusse, e dal 1861 i reati erano solo cinque: omicidio (sospeso nel 1965 e abolito nel 1969 in Inghilterra, Galles e Scozia, e nel 1973 in Irlanda del Nord), pirateria (1998), incendio doloso in un cantiere navale (1971), spionaggio (1981) e alto tradimento (1998).
La polizia metropolitana di Londra, fondata nel 1829, promosse il ruolo di prevenzione della polizia come deterrente per il crimine e il disordine cittadino.